# Nicholsicypris
Nicholsicypris är ett släkte av fiskar. Nicholsicypris ingår i familjen karpfiskar.
Kladogram enligt Catalogue of Life:
| Nicholsicypris | \| \| Nicholsicypris dorsohorizontalis \| \| \| \| \| \| Nicholsicypris normalis \| \| \| \| |
|                | \| \| Nicholsicypris dorsohorizontalis \| \| \| \| \| \| Nicholsicypris normalis \| \| \| \| |
|                | Nicholsicypris dorsohorizontalis                                                             |
|                |                                                                                              |
|                | Nicholsicypris normalis                                                                      |
|                |                                                                                              |